# Laktofenol

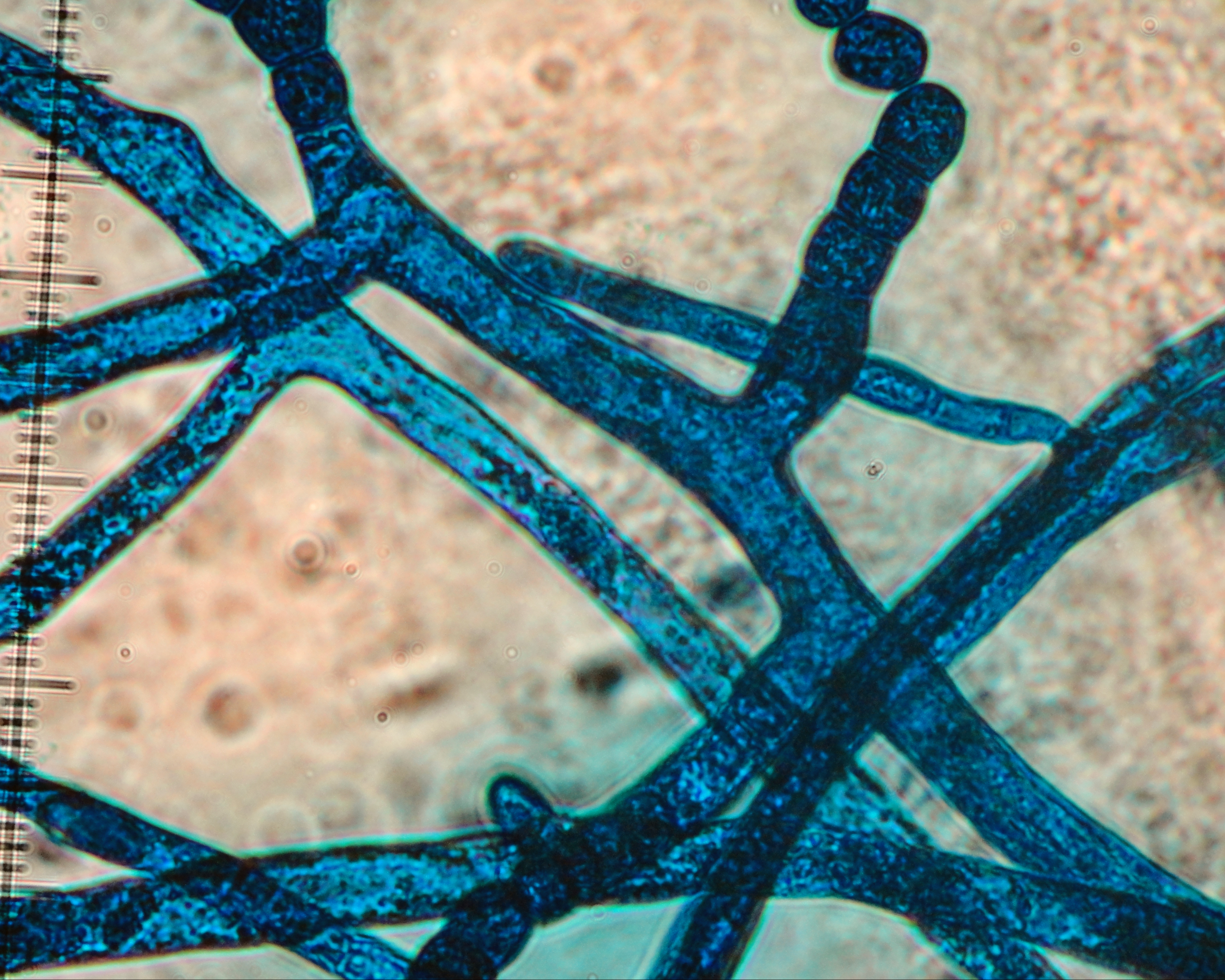
Strzępki grzyba wybarwione laktofenolem

Laktofenol – roztwór fenolu i kwasu mlekowego w wodzie i glicerolu, stosowany w mikroskopii i mikrobiologii do sporządzania odczynników barwiących preparaty biologiczne.
Przykładowe zastosowania:
- laktofenolowy roztwór błękitu anilinowego do barwienia elementów grzybów, np. Aspergillus niger lub Trichophyton mentagrophytes; preparaty barwią się na kolor ciemnoniebieski[1][2][3][4]
- laktofenolowy roztwór kwasu pikrynowego, np. do barwienia przetrwalników i strzępek grzybów na kolor żółty[1].